# Il gangster
Il gangster è un romanzo di avventura scritto da Clive Cussler, l'ottavo capitolo appartenente alle Isaac Bell Adventures, il settimo scritto insieme a Justin Scott.

## Trama
Prologo. Un omicidio e una bravata. 1895.
Antonio Branco è un manovale italiano immigrato che sta lavorando in uno scavo, deriso dal suo capo e rimproverato alla minima distrazione. Tornando a casa la sera, dopo aver finito di lavorare, sorprende in un agguato il suo capo, uccidendolo con un coltello. Sorpreso da un poliziotto mentre si nasconde tra i vagoni di un treno, attacca anche lui, ferendolo, e scappa, nascondendosi sotto una locomotiva in partenza.
Isaac Bell, insieme ad altri amici compagni di college, organizza una fuga notturna per andare a trovare di nascosto le ragazze di un collegio nella città vicino. Attendendo la fine del turno di lavoro delle ferrovie, “prendono in prestito” una locomotiva, arrivando a destinazione quasi senza essere scoperti. All’arrivo vengono sorpresi da un poliziotto della stazione, che li insegue nel bosco. Bell riesce a nascondersi, ma accanto a lui appare anche Branco, inizialmente intenzionato a combattere con lui, ma che invece attende che la polizia vada via per poi scappare. 
Bell si costituisce, ammettendo il furto della locomotiva, ma non viene comunque punito perché non è stato lui l'aggressore del poliziotto. Incantato dal detective incaricato delle indagini, decide che farà quel lavoro da adulto.
Libro primo. Un tè con il capitano Coligney. 1906.
Maria Vella, una ragazzina, è stata rapita e viene rinchiusa nella soffitta di una casa dai membri di una gang conosciuta come Mano Nera. Poco dopo, però, un uomo, Isaac Bell, si introduce nell'edificio e la libera, uccidendo il suo custode.
Antonio Branco, ora proprietario di un negozio di alimentari, si accorda per fornire cibo ai tanti lavoratori italiani impegnati nella costruzione della nuova rete idrica di New York. 
La famiglia Vella viene minacciata ancora, e il padre della ragazza, Giuseppe, insiste nel rifiutare di pagare un riscatto. Invece, si rivolge all'agenzia Van Dorn, che incarica Bell di indagare sulla lettera e proteggere la famiglia. Ma non fa in tempo a scoprire nulla che un'esplosione nel cantiere di Vella distrugge le tubature idriche e provoca un'inondazione. Nonostante l'opinione dei cittadini accorsi sia di incolpare Vella per l'incidente, Bell ritiene che qualcuno abbia approfittato del cantiere per far ricadere la colpa sull'italiano. 
David LaCava, il direttore di una banca, riceve una lettera ricattatoria. Intimorito, si rivolge all'amico Giuseppe Vella, che a sua volta lo accompagna da Antonio Branco, per chiedere consigli su come combattere la Mano Nera. Branco è poco ottimista e suggerisce di pagare la cifra richiesta, mentre Vella espone la sua idea di fondare un gruppo in contrasto ai criminali, la Mano Bianca. Inizialmente scettico, anche Branco alla fine accetta di farne parte, pagando la sua quota destinata a pagare gli agenti per proteggere le loro attività. Dopo aver rifiutato la richiesta di Bell di affidare ad alcuni agenti il compito di combattere la Mano Nera, il direttore Joseph Van Dorn, su pressione del nuovo gruppo della Mano Bianca, si decide a formare una squadra apposita. Nonostante la nuova strategia e gli uomini in borghese, però, la Mano Nera fa saltare in aria la banca di LaCava. Anche se un uomo viene arrestato, la missione può ritenersi compiuta dato che molti clienti della banca iniziano a ritirare i propri soldi, intaccando l'attività di LaCava.
Bell incontra Branco per conoscerlo meglio e sapere se intende continuare a finanziare i servizi della Van Dorn contro la Mano Nera. Alla fine della chiacchierata, i due si riconoscono a vicenda ricordando la notte in cui Bell “rubò” il treno, 11 anni prima. 
Un altro agente, Kisley, trova un candelotto di dinamite inesploso alla banca, scoprendo il nome della marca, una azienda di un altro stato americano. Curioso di sapere se anche la dinamite che ha fatto esplodere il cantiere di Vella sia della stessa marca, Bell parte alla ricerca di Sante Russo, capocantiere di Vella, scappato a St. Louis.
Il ricco magnate J. B. Culp e il suo avvocato Brewster Claypool si incontrano in un locale. Culp, in forte contrasto con le idee e i modi di fare del presidente Roosevelt, propone una soluzione estrema per non avere nulla a che fare con lui: ucciderlo. Incarica quindi Claypool di occuparsi della situazione.
La cantante lirica Luisa Tetrazzini si rivolge a Bell dopo aver ricevuto una lettera dalla Mano Nera. Il detective si offre per accompagnarla personalmente nel suo viaggio fino a San Francisco, dove terrà un concerto per le vittime del terremoto. Il viaggio sembra essere tranquillo, fino a quando, nella Sierra Nevada, il treno si blocca improvvisamente in una galleria. Prima che un sicario riesca a entrare nella cabina della cantante, Bell lo trascina all'esterno. La lotta termina quando il treno riparte, travolgendo e uccidendo il sicario. Arrivati sani e salvi, Bell si riunisce alla sua fidanzata, Marion Morgan, ma prima di poter passare del tempo insieme, riceve la notizia che la Van Dorn ha trovato Sante Russo. 
Claypool incontra il boss Fryer per organizzare l'incarico per ordine di Culp. Il boss lo rimanda a un altro uomo, Brandon Finn.
Russo sta scappando da un gruppo di vagabondi che minacciano di ucciderlo. Quando è in trappola, arriva Bell in auto che lo aiuta nella fuga. Trovato un albergo, Bell interroga Russo sulla dinamite, scoprendo che la Mano Nera è coinvolta in tutti gli avvenimenti degli ultimi tempi, confermando il fatto che si tratta di un'organizzazione che agisce in diversi campi. 
Charlie Salata, il boss che ha guidato l'assalto al Banco LaCava, minaccia Ernesto Leone, un falsario che lavora per lui, obbligandolo a farsi arrestare al posto di un contrabbandiere. 
Il capitano di polizia Michael Coligney organizza un incontro con tutti i gestori di locali e alberghi malfamati di New York, ordinando di chiudere tutte le attività. Uno di loro, Nick Sayers, proprietario del Cherry Grove, il locale frequentato da J. B. Culp, propone un accordo al capo della polizia: in cambio di mantenere aperta la sua attività, rivela che è in corso un piano per assassinare il presidente Roosevelt. Coligney si rivolge immediatamente alla Van Dorn, che incarica Bell di parlare direttamente con Sayers, che consegna l'elenco dei soci più importanti del suo club, che potrebbero essere coinvolti nel piano.
Bell si reca al porto alla ricerca di Leone. Lo trova impegnato con il gruppo di Salata, mentre sta rubando dei sacchi pieni di corna di mucche. Nel frattempo, un'altra gang, i Walloper, scoprono la rapina ai loro danni, dato che le corna vengono usate per contrabbandare droga. Comincia quindi un conflitto a fuoco tra le due bande, e Bell si ritrova al centro della sparatoria. Poco prima che arrivi la polizia, Bell individua Leone, ma non fa in tempo a interrogarlo perché Salata lo uccide. 
La Mano Nera ricatta anche Tommy McBean, boss uomo dei Walloper, chiedendo il controllo del porto in cambio della restituzione della droga rubata. 
Branco viene informato dal proprietario di un locale, Ghiottone, che qualcuno sta cercando un sicario per un lavoro da cinquantamila dollari. Branco prende Ghiottone prigioniero finché non gli rivelerà il nome del mandante.
Libro secondo. Potere.
Bell intuisce che tra i magnati presenti al Cherry Grove c'è una persona che in realtà non è potente come gli altri, ma esegue gli ordini di qualcun altro, e pensa si tratti di Claypool. Claypool incontra Culp per avvertirlo delle indagini di Bell, ma i due si convincono a proseguire nel loro piano, sicuri di non essere scoperti. Bell torna al Cherry Grove e interroga una ragazza che lavora lì, scoprendo finalmente che il socio di Claypool è Culp. 
Branco, nel suo finto confessionale dove incontra solitamente i membri della Mano Nera, incarica Francesca Kennedy di una nuova missione da sicario. Poi torna da Ghiottone, riuscendo finalmente a scoprire chi sta cercando un sicario: un tale Adam Quiller.
Bell continua la ricerca del mandante, scoprendo che qualcuno sta uccidendo, a partire da Ghiottone, delle persone sempre più potenti con lo scopo di sapere chi ha ideato l'assassinio del presidente. 
In tribunale, il giudice fissa una cauzione molto elevata per il consigliere James Martin, per il suo reato di corruzione. Bell ha in mente di offrirsi di pagare la cifra, ma viene anticipato dalla Mano Nera, che libera e rapisce il consigliere, minacciandolo per scoprire il suo mandante. Dopo aver trovato il cadavere anche di Martin, Bell ordina di proteggere Claypool, che potrebbe essere il prossimo bersaglio della Mano Nera.
Intanto, Francesca Kennedy si reca nella sede della Van Dorn.
Bell fa visita a Culp, che lo affronta amichevolmente in una partita di boxe; presto però rivela le proprie intenzioni, facendo scontrare Bell con i suoi due pugili-allenatori. Il detective ha comunque la meglio, sconfiggendo i due rivali e dichiarando la lotta contro il magnate, ormai certo del suo coinvolgimento nel piano di uccisione del presidente.
Bell partecipa al funerale di Brandon Finn, uomo di Boss Fryer. Parlando con la moglie, scopre che è stato direttamente Claypool a incaricarlo di trovare un sicario. Il detective si precipita quindi nell'ufficio di Claypool, consapevole che sarà lui la prossima vittima. Sul posto trova le guardie annientate e Charlie Salata ucciso. Claypool sta scappando sull’impalcatura dell'edificio accanto, inseguito da Branco. In trappola, Claypool viene ferito mortalmente da Branco, mentre Bell assiste alla scena. Bell con i suoi colleghi insegue Branco fino al suo negozio, ma una fuga di gas intenzionale fa saltare in aria tutto. 
Libro terzo. Storm king.
Branco corre al Banco LaCava per farsi dare un prestito, e riesce a procurarsi altro denaro vendendo delle casse di vino al porto. Gli agenti della Van Dorn lo inseguono fino alla stazione New Jersey Central, dove l'italiano si nasconde prima su una torretta e poi su un treno in partenza, ma quando viene scoperto da un agente, scende di nuovo facendo perdere le proprie tracce e nascondendosi su un altro treno. 
Intanto Isaac Bell è ricoverato in coma in ospedale, a causa di un'asfissia provocata dalla fuga di gas.
Branco termina il suo viaggio di centinaia di miglia girando in tondo e tornando a poca distanza da dove è partito, mimetizzandosi tra i lavoratori della rete idrica di Catskill, dove incontra il capo degli operai, ovvero un suo uomo, chiedendogli delle armi. Poi si reca nella tenuta di Culp, intercettandolo appena in tempo mentre sta per scappare. 
Bell si risveglia dal coma, scoprendo che Marion è arrivata per assisterlo, ma come primo pensiero si rende conto che Branco ha capito che Culp è il mandante di Claypool e deve fermarlo.
Dopo averlo minacciato con una dinamite, Branco propone a Cult di diventare soci, dividendosi i ricavi dell'Acquedotto delle Catskill, impegnandosi a occuparsi lui di tutte le faccende “sporche”; la prima è sbarazzarsi dei cadaveri dei due pugili-allenatori di Culp, uccisi dal magnate perché testimoni del loro incontro.
Bell, con due colleghi della Van Dorn, ispeziona le macerie del negozio, scoprendo un passaggio sotterraneo che conduce fino a un cimitero vicino. Una serie di tunnel segreti portano fino alla chiesa del quartiere. Una volta dentro, Bell capisce che Branco impartisce ordini ai suoi uomini attraverso il confessionale, mantenendo la sua identità nascosta. Mentre si trova al suo interno, arriva Vito Rizzo, che ha preso il posto di Salata, che racconta l'ultima missione compiuta, credendo di parlare con Branco. 
A cena con Marion, Bell scopre che la sua fidanzata ha ricevuto una lettera dalla Mano Nera, che chiede il pagamento di un milione di dollari per evitare la distruzione dell'Acquedotto delle Catskill. Il detective va sul posto, appena in tempo per assistere a un presunto allagamento dei tunnel. Con i cittadini di New York convinti che si tratti dell'ennesimo sabotaggio della Mano Nera, Bell decide che è tempo di attaccare direttamente Branco e Culp, organizzando un'intrusione nella loro casa.
Branco riceve aggiornamenti da Francesca Kennedy, che, ormai conquistato l'interesse di Archie Abbott, investigatore amico di Bell, ha scoperto del raid organizzato dalla Van Dorn. Culp quindi, con l’aiuto dello sceriffo e di altra polizia, attende a casa e fa arrestare i detective. Archie rivela a Bell che probabilmente la colpa è sua, che si è confidato con Francesca. Si recano quindi nella stanza della ragazza, appena in tempo per scontrarsi con Branco, arrivato per ucciderla. Il gangster riesce a scappare, mentre Francesca viene arrestata. Durante l'interrogatorio, la killer racconta le varie missioni che ha portato a termine per ordine di Branco. Bell e Joseph Van Dorn si incontrano con Roosevelt, pregandolo di annullare la visita all'Acquedotto, ma il presidente conferma che sarà presente per fare il suo discorso. 
Culp sta pensando di liberarsi di Branco, dato che la situazione sta diventando sempre più pericolosa, ma l'italiano fa esplodere una dinamite nell’Acquedotto, dando il via all'ultima parte del piano. 
Marion, insieme alla detective Helen Mills, scopre un possibile passaggio segreto che conduce alla tenuta di Culp. Informa Bell, che dopo una ricerca complicata, scopre il passaggio, entrando nella proprietà del magnate. Trova la stanza dove Culp offre rifugio a Branco, e mentre sta ispezionando l'ufficio del magnate, Culp lo sorprende, chiudendolo nella stanza dopo essere stato ferito da uno sparo. Bell riesce a sfondare la porta e tornare al fiume. Gli agenti della Van Dorn si dividono per tenere d'occhio ogni minaccia: uno trova una dinamite pronta a esplodere in una galleria dell'Acquedotto, mentre un altro controlla ogni luogo da cui un cecchino può colpire il presidente, scoprendo un sospettoso tavolo appoggiato a una finestra. Joseph Van Dorn in persona scorta il presidente nella sua auto. 
Libro quarto. Il gangster.
Arrivato all’Acquedotto, la folla di operai circonda l'auto: tra di loro si nasconde Branco, che, al suo turno di stringere la mano al presidente, tenta di pugnalarlo. Bell si intromette, salvando Roosevelt e inseguendo il gangster. Culp attende Branco su una barca, con la quale i due scappano lungo il fiume. Al termine di un inseguimento con un'altra barca, Bell riesce a fermare i due uomini, caduti in acqua. Cercando di riemergere, Culp annega Branco, per essere poi arrestato da Bell. 
Epilogo. Il terrore dei criminali.
Gli agenti della Van Dorn arrestano tutti i restanti membri della Mano Nera. Bell riceve in regalo dai suoi colleghi il pugnale che usava Branco. Incaricato di scortare Marion di ritorno a San Francisco, i due possono finalmente godersi del tempo insieme.

## Edizioni
- Clive Cussler, Il gangster, traduzione di Annamaria Raffo, Longanesi, 2022, ISBN 9788850266388.